# Affaire Charazed Bendouiou
L'affaire Charazed Bendouiou est une affaire criminelle française qui a pour point de départ la disparition d'une petite fille de dix ans, à proximité du domicile de ses parents, le 8 juillet 1987 à Bourgoin-Jallieu, une ville située dans le nord du département de l'Isère. 
En 2008, cette affaire est reliée à d'autres cas d'enfants disparus, tués ou agressés dans le même département et connu sous l'appellation des « disparus de l'Isère ». En avril 2024, la disparition de Charazed n'est pas élucidée et fait encore l'objet d'investigations de la part du Pôle « Cold cases » installé au tribunal judiciaire de Nanterre.

## Disparition

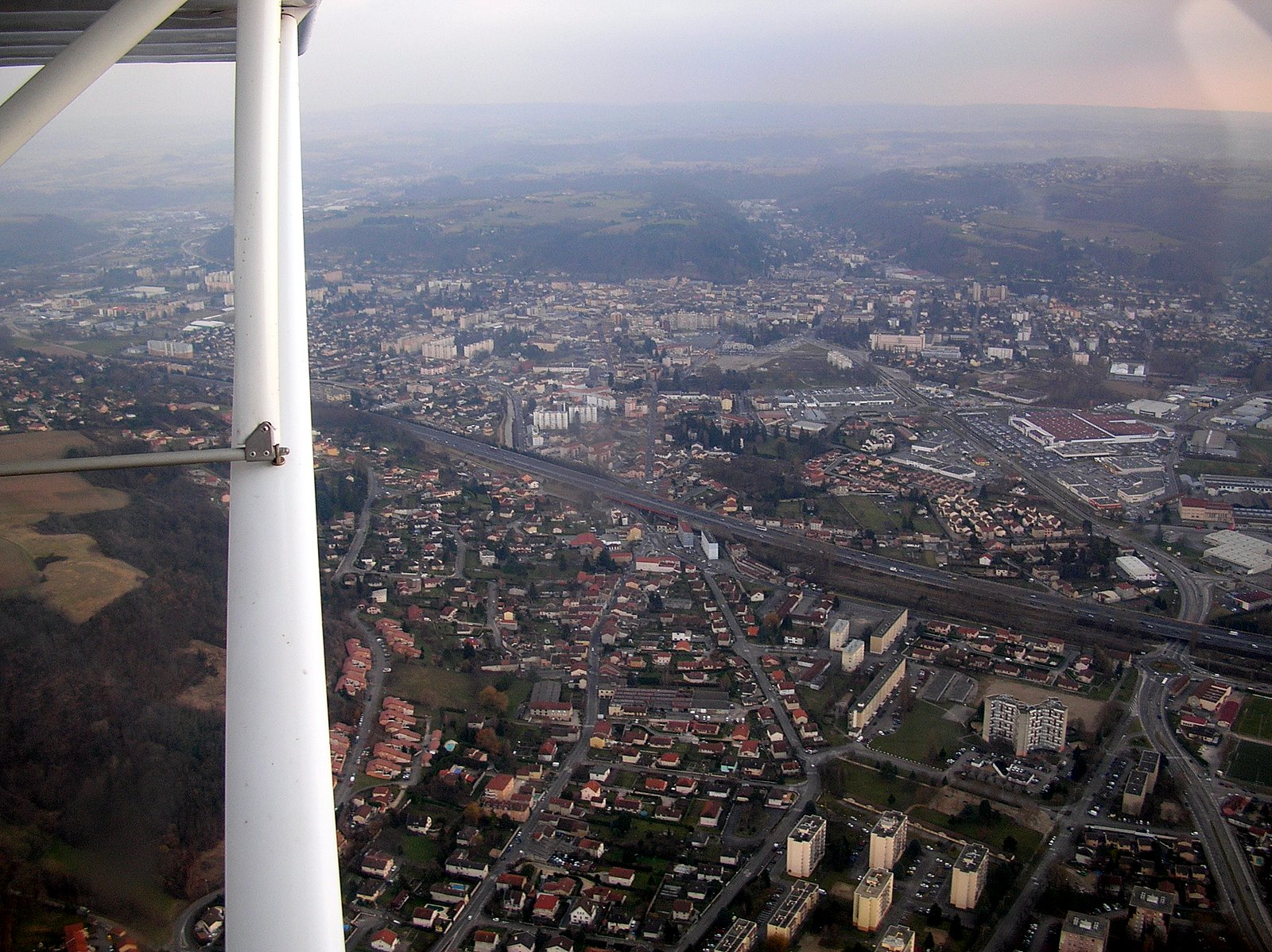
Bourgoin-Jallieu

Le 8 juillet 1987, dans une cité HLM du quartier de Champfleuri, au nord du territoire de la commune de Bourgoin-Jallieu, en tout début d'après-midi, la petite Charazed Bendouiou, âgée de dix ans, disparait sans laisser de traces. 
Après le déjeuner, sa mère lui demande tout d'abord de descendre un vieux carton comprenant des objets à jeter et une fois être passée au local en sous-sol de l'immeuble, la petite fille reçoit l'autorisation de rester jouer seule en bas de l'immeuble où se situe le logement familial durant cette chaude journée d'été. Vers 14 h 30, un énorme orage éclate sur la ville et Charazed ne remonte pas dans l'appartement familial malgré un accord passé avec ses parents de remonter chez eux en cas d'intempéries. 
Après de nombreuses recherches effectuées par la famille et les proches dans ce secteur de la ville, la petite fille reste introuvable,.

## Famille
La jeune Charazed vivait au sein d'une famille nombreuse. Férouze, sa soeur, la plus proche en âge, s'investira beaucoup dans la recherche de celle qui était, alors, la benjamine de la famille Bendouiou. Plus de 35 ans après sa disparition les parents espèrent encore retrouver leur fille.

## Enquête
La police locale tarde à lancer les investigations et les parents de Charazed parlent à peine le français et n'ont donc aucune connaissance du monde judiciaire. Ils n’ont même pas d’avocat et ne savent pas qu'il est possible de se constituer partie civile afin d'avoir accès au dossier d'enquête. Ils ignorent donc tout du travail effectué par les policiers et ne seront même pas avertis de la clôture des investigations.
Les services de police puis de gendarmerie ont pensé que la jeune fille a pu disparaitre lors de sa descente vers le sous-sol de l'immeuble ou lors de son passage dans celui-ci mais de nombreux témoignages dont celui de sa sœur Rafika, quinze ans au moment des faits ainsi que celle d'une voisine contredisent cette hypothèse. Malgré certaines pistes dont celle d'un violeur d'enfants présumé se déplaçant dans une voiture bleue, aucune véritable vérification n'est effectuée. La famille finira par se constituer partie civile afin de réclamer de nouvelles investigations. En 2003, Ferouz Bendouiou avait même obtenu du procureur de la République Bertrand Nadau, la réouverture de l’enquête sur la disparition de sa sœur. Celui-ci refusa pourtant de regrouper ces différentes disparitions qui se sont déroulées dans le département de l'Isère. Afin de parvenir à relancer l'instruction, Férouze Bendouiou (à ne pas confondre avec Ferouz Bendouiou ou Férouse Bendouiou) fera appel aux avocats Didier Seban, et Corinne Herrmann, tous deux spécialistes des familles victimes de serial-killers,. Pourtant en 2014, la magistrate chargée de l’instruction finira par signer une ordonnance de non-lieu.
Férouze Bendouiou a toujours continué de mobiliser des soutiens au sein du public et dans la presse sur la disparition de sa petite sœur et crée l'association « N'oubliez pas Charazed »,.

## «Cold case»

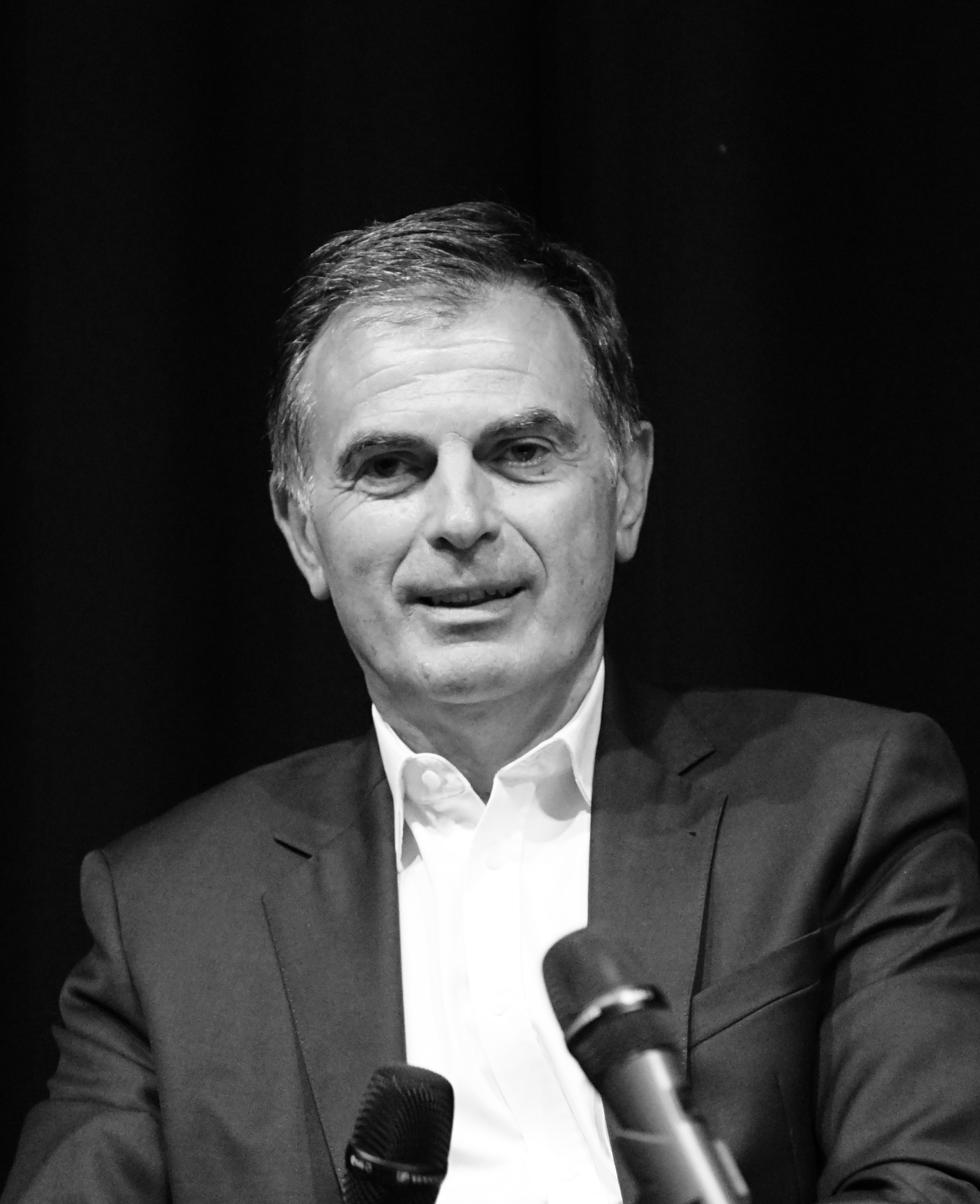
Jacques Dallest en 2019.

En 2022, sous l'impulsion de Jacques Dallest, procureur général de la cour d'appel de Grenoble, un nouveau pôle judiciaire dédié aux affaires non élucidées et aux crimes en série est créé à Nanterre. Ce pôle va gérer les dossiers des enfants disparus, connus sous l'appellation des Disparus de l'Isère dont l'affaire Charazed Bendouiou dont le dossier fait l'objet de nouvelles investigations. 
Reçue par les membres de cette instance judiciaire le 1er mars 2023, Férouze Bendouiou, accompagnée d’autres membres d'associations de proches de victimes, dont Eric Mouzin, le père d’Estelle Mouzin ainsi que de leur avocat, maitre Seban, demande à la Justice française d'interdire la destruction de tout scellé relatif à un crime non élucidé.

### Documentaires télévisés
- « Le scandale des disparus de l'Isère » en 2010 dans Les Faits Karl Zéro présenté par Karl Zéro sur 13e rue.
- « Les enfants disparus de l'Isère » dans Affaires non résolues le 18 septembre 2010, 7, 23 et 26 juillet 2013 sur France 5 et sur 13e rue.